# كيفن ماجي (متسابق دراجات نارية)
كيفن ماجي (بالإنجليزية: Kevin Magee)‏ هو متسابق دراجات نارية أسترالي. نافس في سباقات بطولة العالم لفئة 500 سي سي. كما شارك في بطولة العالم للسوبربايك.

## روابط خارجية
- كيفن ماجي على موقع MotoGP.com (الإنجليزية)
- كيفن ماجي على موقع WorldSBK.com (الإنجليزية)